# آمونیوم فوسفومولیبدات
آمونیوم فوسفومولیبدات (به انگلیسی: Ammonium phosphomolybdate) با فرمول شیمیایی (NH۴)۳PMo۱۲O۴۰ یک ترکیب شیمیایی است. که جرم مولی آن 1876.35 g/mol می‌باشد. شکل ظاهری این ترکیب، بلورهای زرد است.